# Herbert Martin
Herbert Martin, né le 29 août 1925 à Ensdorf en Allemagne et mort le 29 septembre 2016, était un footballeur international sarrois ayant évolué au poste d'attaquant, avant de devenir entraîneur.

## Biographie

### En club
Formé au sein du FC Ensdorf 1912, c'est dans ce club que la carrière du jeune joueur débute, en 1946.
Après quatre ans au sein de son club formateur, il rejoint le 1. FC Sarrebruck, le club le plus prestigieux de la Sarre. Possédant une finition redoutable, le joueur porte rapidement l'attaque du club sarrois, l'emmenant vers son premier titre d'Oberliga Sud-Ouest en 1952, terminant devant le TuS Coblence.
Il participe avec son club à la 1re édition de la Coupe des clubs champions en 1955-1956 en s'inclinant en 8e de finale face à l'AC Milan.
En 1961, Sarrebruck obtient son deuxième titre de champion d'Oberliga Sud-Ouest, marquant la fin de la carrière de footballeur du joueur. Au total, il inscrit 222 buts en 300 matchs avec le 1. FC Sarrebruck, devenant le meilleur buteur de l'histoire du club de la Sarre.

### En sélection
Né à Ensdorf dans la Sarre, le joueur joue logiquement avec la sélection de la Sarre. Avec un total de 6 buts en 17 matchs, il est le co-meilleur buteur de l'histoire de sa sélection,.

## Palmarès
| 1. FC Sarrebruck (2) :                                                    |
| ------------------------------------------------------------------------- |
| - Oberliga Sud-Ouest (2) - Champion : 1952 et 1961 - Vice-champion : 1957 |